# Il conto Montecristo
Il conto Montecristo è una miniserie televisiva Italiana del 1997 diretto da Ugo Gregoretti, ispirata al celebre romanzo di Alexandre Dumas padre. La fiction andò in onda in prima visione su Rai 3 ogni domenica e martedì alle 20:50 dal 22 giugno al 9 luglio.

## Trama
Napoli, anni settanta. Edmondo Dantes è un tranquillo pilota civile che sta per sposare Mercedes, una pescivendola del posto; questa storia d'amore suscita le gelosie di alcuni colleghi e conoscenti, che decidono di ordire una trama ai suoi danni. Per farlo arrestare i congiurati lo denunciano, con una falsa accusa, al procuratore Villaforte, bramoso di fare carriera. Gli tocca così una lunga detenzione preventiva, durante la quale l'innocente fa amicizia con un anziano e coltissimo detenuto, il professor Faria, che lo aiuta a comprendere chi abbia mai potuto volerlo eliminare. Faria gli rivela anche di possedere un'ingente somma di denaro depositata in un conto bancario presso un paradiso fiscale caraibico. Trascorrono vent'anni, in cui Faria fa da "maestro" a Edmondo, insegnandogli tutto ciò che sa della vita, finché un giorno l'anziano si ammala gravemente. Sapendo di essere ormai alla fine dei suoi giorni, rivela a Edmondo la collocazione del suo "tesoro", prima di morire. Dantes, occultato il cadavere, riesce a evadere dal carcere, e poi a entrare in possesso della straordinaria ricchezza del fraterno amico, e finalmente può attuare la sua vendetta.

## Commento
Il titolo prende spunto dal nome di un ipotetico conto corrente tangentizio.
Ambientata nella Napoli e nella Milano degli anni settanta, è interpretata da Corso Salani, Imma Piro, Nello Mascia e Alessio Boni. Divisa in sei parti, termina con un finale che stravolge totalmente il romanzo di Dumas. Il regista e sceneggiatore compare più volte nel film, soprattutto come voce narrante. Molte sono le scene girate in chroma key.